# Lijst van Aermacchi-motorfietsen
| Type                            | Periode   | Motor         | Categorie     |
| ------------------------------- | --------- | ------------- | ------------- |
| Aermacchi Record 50 cc          | 1956      | 49cc-DOHC     | Recordmachine |
| Aermacchi Record 75 cc          | 1956      | 73cc-DOHC     | Recordmachine |
| Aermacchi Zeffiretto 48 NP      | 1964-1965 | 48cc-tweetakt | Toer          |
| Aermacchi Zeffiretto 48 N       | 1964-1972 | 48cc-tweetakt | Toer          |
| Harley-Davidson M 50 Scooter    | 1964-1972 | 48cc-tweetakt | Toer          |
| Aermacchi Zeffiretto 48 S       | 1965-1966 | 50cc-tweetakt | Toer          |
| Harley-Davidson M 50 Sport      | 1965-1966 | 50cc-tweetakt | Toer          |
| Aermacchi 65 Leggero            | 1967-1972 | 64cc-tweetakt | Toer          |
| Harley-Davidson M 65 Sport      | 1967-1972 | 64cc-tweetakt | Toer          |
| Harley-Davidson Baja MSR 100    | 1969-1974 | 98cc-tweetakt | Cross         |
| Harley-Davidson Baja SR 100     | 1969-1974 | 98cc-tweetakt | Allroad       |
| Harley-Davidson MC 65 Shortster | 1972      | 65cc-tweetakt | Minibike      |

| Type                                 | Periode   | Motor          | Categorie      |
| ------------------------------------ | --------- | -------------- | -------------- |
| Aermacchi 125                        | 1951      | 123cc-tweetakt | Scooter        |
| Aermacchi 125 N Cigno                | 1951-1953 | 123cc-tweetakt | Scooter        |
| Aermacchi 125 M Monsone              | 1952-1954 | 123cc-tweetakt | Scooter        |
| Aermacchi 125 U Ghibli               | 1953-1955 | 123cc-tweetakt | Scooter        |
| Aermacchi 125 UL Ghibli              | 1953-1955 | 123cc-tweetakt | Scooter        |
| Aermacchi Cavaliere 125              | 1954-1957 | 123cc-tweetakt | Triporteur     |
| Aermacchi Zeffiro 125 E              | 1955-1961 | 123cc-tweetakt | Scooter        |
| Aermacchi Aletta Scrambler 125       | 1968-1971 | 123cc-tweetakt | Offroad        |
| Aermacchi Aletta Turismo 125         | 1968-1971 | 123cc-tweetakt | Toer           |
| Harley-Davidson Rapido Scrambler 125 | 1968-1971 | 123cc-tweetakt | Offroad        |
| Harley-Davidson Rapido 125           | 1968-1971 | 123cc-tweetakt | Toer           |
| Aermacchi Ala d'Oro 125              | 1969-1972 | 123cc-tweetakt | Fabrieksracer  |
| Aermacchi Ala d'Oro 125              | 1969-1972 | 123cc-tweetakt | Productieracer |
| Aermacchi 125 R/C                    | 1971-1975 | 123cc-tweetakt | Enduro         |
| Aermacchi 125 R/C                    | 1971-1975 | 123cc-tweetakt | Cross          |
| Harley-Davidson 125 R/C              | 1971-1975 | 123cc-tweetakt | Enduro         |
| Harley-Davidson 125 R/C              | 1971-1975 | 123cc-tweetakt | Cross          |
| Aermacchi Aletta De Luxe 125         | 1972-1973 | 123cc-tweetakt | Toer           |

| Type                    | Periode   | Motor          | Categorie  |
| ----------------------- | --------- | -------------- | ---------- |
| Aermacchi Corsaro 150   | 1955      | 148cc-tweetakt | Toer       |
| Aermacchi Zeffiro 150   | 1955-1961 | 148cc-tweetakt | Scooter    |
| Aermacchi Cavaliere 150 | 1957-1960 | 148cc-tweetakt | Triporteur |
| Aermacchi Brezza 150    | 1963-1964 | 148cc-tweetakt | Scooter    |

| Type                          | Periode   | Motor     | Categorie      |
| ----------------------------- | --------- | --------- | -------------- |
| Aermacchi Chimera 175         | 1956-1961 | 173cc-OHV | Toer           |
| Aermacchi Ala Bianca 175      | 1957-1965 | 173cc-OHV | Toer           |
| Aermacchi Ala d'Oro 175       | 1957-1965 | 173cc-OHV | Productieracer |
| Aermacchi Ala Rossa 175       | 1957-1965 | 173cc-OHV | Toer           |
| Aermacchi Ala Rossa 175 Sport | 1960-1966 | 173cc-OHV | Sport          |
| Aermacchi Ala Rossa 175 GT    | 1967-1968 | 173cc-OHV | Toer           |

| Type                                 | Periode   | Motor          | Categorie      |
| ------------------------------------ | --------- | -------------- | -------------- |
| Aermacchi 250 Bicilindrica           | 1952-1954 | 246cc-tweetakt | Toer           |
| Aermacchi Chimera 250                | 1957-1965 | 246cc-OHV      | Toer           |
| Aermacchi Ala Verde 250              | 1959-1963 | 246cc-OHV      | Sport          |
| Aermacchi Ala Azzurra 250            | 1959-1967 | 246cc-OHV      | Toer           |
| Aermacchi Ala Azzurra 250 Regolarità | 1959-1967 | 246cc-OHV      | Enduro         |
| Aermacchi Ala d'Oro 250              | 1960-1961 | 246cc-OHV      | Productieracer |
| Aermacchi Ala d'Oro 250              | 1960-1969 | 246cc-OHV      | Sport          |
| Harley-Davidson Sprint CR            | 1961-1966 | 246cc-OHV      | Dirttrack      |
| Aermacchi Wisconsin 250              | 1961-1967 | 246cc-OHV      | Toer           |
| Harley-Davidson Sprint C             | 1961-1967 | 246cc-OHV      | Toer           |
| Harley-Davidson Sprint CRTT          | 1961-1967 | 246cc-OHV      | Productieracer |
| Aermacchi Ala d'Oro 250              | 1961-1969 | 248cc-OHV      | Productieracer |
| Aermacchi Wisconsin H 250            | 1962-1964 | 246cc-OHV      | Scrambler      |
| Harley-Davidson Sprint H             | 1962-1964 | 246cc-OHV      | Scrambler      |
| Aermacchi Ala Verde 250              | 1964-1972 | 248cc-OHV      | Sport          |
| Aermacchi Wisconsin H 250            | 1965-1967 | 248cc-OHV      | Scrambler      |
| Harley-Davidson Sprint H             | 1965-1967 | 248cc-OHV      | Scrambler      |
| Harley-Davidson Sprint CRS           | 1965-1970 | 248cc-OHV      | Scrambler      |
| Harley-Davidson Sprint CRS           | 1965-1970 | 248cc-OHV      | Dirttrack      |
| Aermacchi Ala Blu 250 Turismo        | 1967-1968 | 246cc-OHV      | Toer           |
| Harley-Davidson Sprint SS 250        | 1967-1968 | 248cc-OHV      | Toer           |
| Aermacchi Ala Blu 250 GT             | 1967-1972 | 246cc-OHV      | Toer           |
| Aermacchi Ala d'Oro 250 prototype    | 1971      | 246cc-OHV      | Prototype      |
| Aermacchi 250cc-racer                | 1971-1972 | 246cc-tweetakt | Fabrieksracer  |

| Type                           | Periode   | Motor          | Categorie      |
| ------------------------------ | --------- | -------------- | -------------- |
| Aermacchi Ala d'Oro 350        | 1964-1969 | 349cc-OHV      | Fabrieksracer  |
| Aermacchi Ala d'Oro 350        | 1964-1969 | 349cc-OHV      | Productieracer |
| Aermacchi Ala d'Oro 382        | 1969      | 382cc-OHV      | Fabrieksracer  |
| Harley-Davidson Sprint ERS 350 | 1969-1972 | 344cc-OHV      | Dirttrack      |
| Harley-Davidson Sprint GT 350  | 1969-1972 | 344cc-OHV      | Toer           |
| Harley-Davidson Sprint SS 350  | 1969-1974 | 344cc-OHV      | Toer           |
| Aermacchi Ala d'Oro 402        | 1970      | 402cc-OHV      | Fabrieksracer  |
| Aermacchi Ala d'Oro 350        | 1970-1972 | 348cc-OHV      | Fabrieksracer  |
| Aermacchi Ala d'Oro 350        | 1970-1972 | 348cc-OHV      | Productieracer |
| Aermacchi 350 cc tweetaktracer | 1971      | 327cc-tweetakt | Fabrieksracer  |
| Aermacchi GTS 350              | 1971-1972 | 344cc-OHV      | Toer           |
| Aermacchi TV 350               | 1971-1972 | 344cc-OHV      | Sport          |
| Harley-Davidson Sprint SX 350  | 1971-1974 | 344cc-OHV      | Allroad        |
| Aermacchi 350 cc tweetaktracer | 1972      | 347cc-tweetakt | Fabrieksracer  |

| Type                    | Periode   | Motor        | Categorie  |
| ----------------------- | --------- | ------------ | ---------- |
| Aermacchi Macchitre MB1 | 1945-1954 | 750cc-OHV    | Triporteur |
| Aermacchi Macchitre MB1 | 1955-1971 | 974cc-diesel | Triporteur |
| Aermacchi ND3           | 1964-1971 | 974cc-diesel | Triporteur |

| 75cc-recordmachine |
| Harley-Davidson Baja MSR 100 |
| Aermacchi Ala d'Oro 125 |
| De Aermacchi 125 R/C in de "R" (Regularità) uitvoering. Om een "C" (Cross) uitvoering van te maken moest de verlichting gedemonteerd worden |
| Aermacchi Brezza 150 |
| Aermacchi Cavaliere 150 |
| Aermacchi Chimera 175 |
| Aermacchi Ala Verde naast zijn opvolger (TV 350) en zijn voorganger (Chimera)                                                               |
| Straatversie van de Aermacchi Ala d'Oro 250                                                                                                 |
| Raceversie van de Aermacchi Ala d'Oro 250                                                                                                   |